# Leubuser Pietà

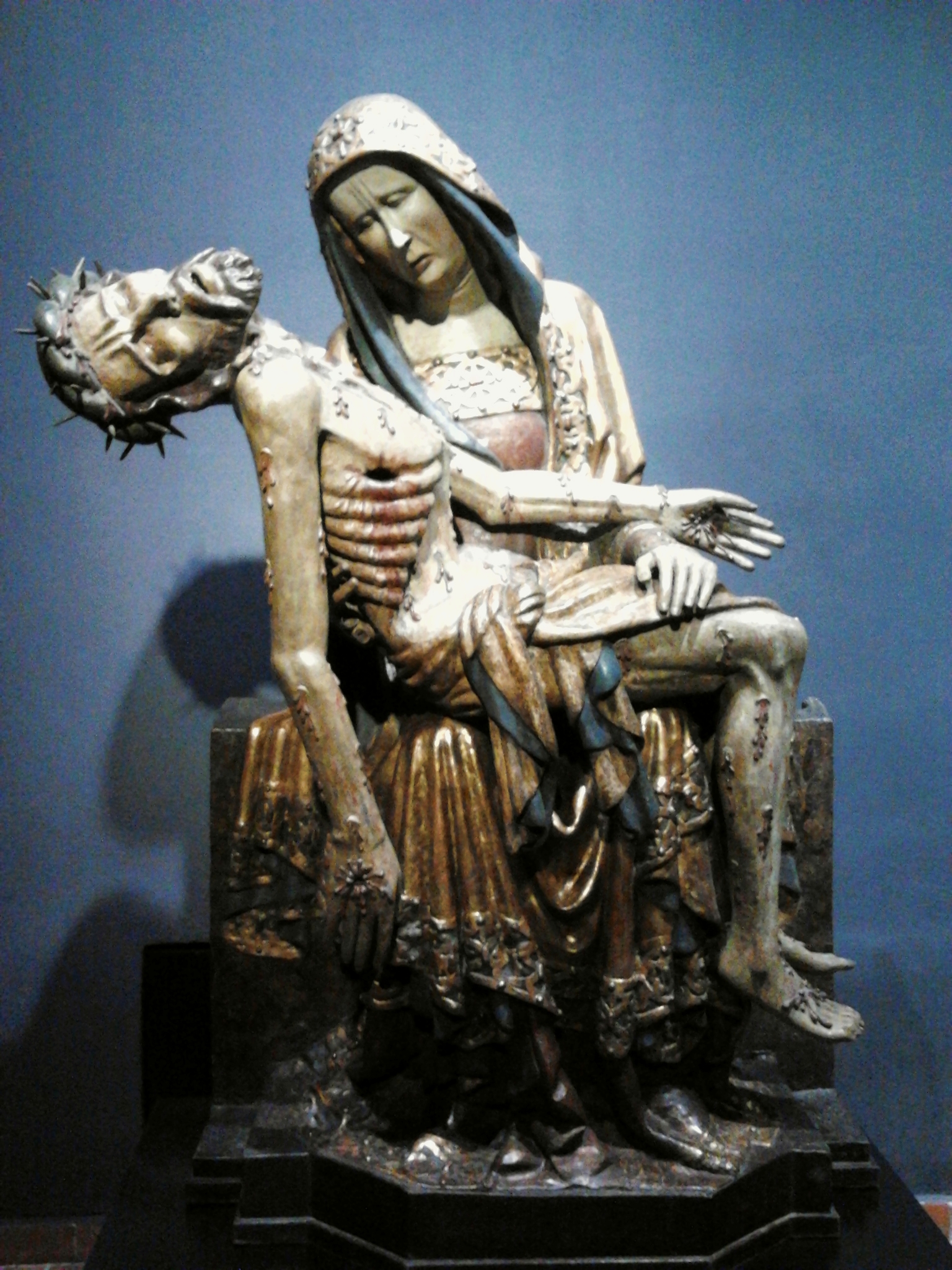
Leubuser Pietà

Die Leubuser Pietà (polnisch Pietà z Lubiąża) ist eine gotische Pietà von Maria mit dem toten Jesus aus dem Kloster Leubus in Lubiąż. 

## Beschreibung
Die Leubuser Pietà zählt zu den künstlerisch wertvollsten vollplastischen Darstellungen von Maria mit dem toten Jesus, die um die Wende vom 14. zum 15. Jahrhundert entstanden sind. Die Plastik der Pietà aus Lindenholz repräsentieren den Weichen Stil (auch internationale Gotik), eine während der mitteleuropäischen Gotik entstandene Stilrichtung. Der Künstler ist namentlich nicht bekannt, es wird vermutet, dass er von Erfurt nach Schlesien kam. Jedenfalls war ihm der fränkische bzw. thüringische Stil bekannt, möglicherweise hielt er sich auch im Rheinland auf. Nach einer Legende aus dem 17. Jahrhundert stammte die Pietà aus Bamberg und wurde dem Kloster Trebnitz von der Heiligen Hedwig von Andechs geschenkt und kam erst später ins Kloster Leubus. Hedwig verstarb jedoch über hundert Jahre bevor die Pietà in den 1360er Jahren geschaffen wurde. Die Pietà befand sich bis 1943 im Kloster Leubus und wird seit 1946 im Nationalmuseum Warschau ausgestellt.